# 6A busz (Szombathely)
A szombathelyi 6A jelzésű autóbusz a Minerva lakópark és a BPW-Hungária Kft. megállóhelyek között közlekedett 2022. augusztus 1-ig. A vonalat a Blaguss Agora üzemeltette. A buszokra csak az első ajtón lehetett felszállni.

## Története
2013. és 2014. között az Autóbusz-állomás és az OBV Intézet között közlekedett.
2022. január 1-től a vonal üzemeltetését a Blaguss Agora vette át. Ettől a naptól kezdve a járatok a METRO Áruházat az ellenkező irányban kerülik meg.
2022. augusztus 1-től a helyi járatok átszervezésre kerültek, ezzel egy időben a 6A járat megszüntetésre került.

## Közlekedése
Szombatonként 3 járatpár közlekedett, míg vasárnaponként csak 1 járat.

## Útvonala
| BPW-Hungária Kft. felé | Minerva lakópark felé |
| --- | --- |
| Minerva lakópark - Demeter utca - Diána utca - Viktória utca - Repülők útja - Söptei út - Semmelweis Ignác utca - Vasút utca - Vasútállomás - Szelestey László utca - Vörösmarty Mihály utca - Szent Márton utca - Thököly Imre utca - II. Rákóczi Ferenc utca - Szent Flórián körút - Károly Róbert utca - Szent Gellért utca - Körmendi út - - BPW-Hungária Kft. | BPW-Hungária Kft. - - Körmendi út - Szent Gellért utca - Károly Róbert utca - Szent Flórián körút - II. Rákóczi Ferenc utca - Thököly Imre utca - Szent Márton utca - Vörösmarty Mihály utca - Széll Kálmán utca - Vasútállomás - Vasút utca - Semmelweis Ignác utca - Söptei út - Repülők útja - Szervizút - 11-es Huszár út - Minerva utca - Demeter utca - Minerva lakópark |

## Megállói
Az átszállási lehetőségek között a Minerva lakópark és Újperint között közlekedő 6-os busz nincs feltüntetve.
| 0  | Minerva lakópark                                                        | 24 | 30Y                                       | METRO Áruház, LIDL, ALDI |
| ∫  | METRO                                                                   | 23 | 30Y                                       | METRO Áruház, LIDL, ALDI |
| 1  | Viktória Bútorház                                                       | ∫  |                                           | Viktória Bútorház, Szombathely Center |
| 2  | Szombathely Center                                                      | 22 |                                           | Kámon Szombathely Center, Stromfeld lakótelep |
| 3  | Rendőrség                                                               | 20 |                                           | Huszárőr laktanya, 112-es központ |
| 4  | Söptei út 72.                                                           | 19 |                                           | Teleki Blanka utcai ipartelep |
| 5  | Lovas utca                                                              | 18 |                                           | |
| 6  | Söptei út (Kenyérgyár)                                                  | 17 |                                           | FERROSÜT sütőüzem, Donászy Magda Óvoda |
| 7  | Semmelweis Ignác utca                                                   | 16 | 29A, 29C, 30Y                             | MÁV-rendelő |
| 10 | Vasútállomás                                                            | 15 | 7, 8, 10H, 12, 21, 21A, 26, 29A, 29C, 30Y | Szombathely Helyi autóbusz-állomás, Éhen Gyula tér                                                                                                   |
| 12 | 56-osok tere (Vörösmarty utca) (↓) 56-osok tere (Széll Kálmán utca) (↑) | 12 | 7, 8, 12, 21, 21A, 26, 29A, 29C, 30Y      | 56-osok tere, Vámhivatal, Földhivatal, Államkincstár, Gyermekotthon                                                                                  |
| 14 | Aluljáró (Szent Márton utca)                                            | ∫  | 7, 8, 10H, 12, 21, 26, 30Y                | Borostyánkő Áruház, Vásárcsarnok, Vízügyi Igazgatóság                                                                                                |
| ∫  | Aluljáró (Thököly utca)                                                 | 10 | 7, 9, 10H, 12, 21, 26, 30Y                | Történelmi Témapark, Ferences templom |
| 16 | Városháza                                                               | 9  | 7, 8, 9, 10H, 12, 21, 26, 30Y             | Városháza, Fő tér, Isis irodaház, Okmányiroda |
| 17 | Batthyány tér                                                           | 8  | 12, 21                                    | Képtár, Iseum, Zsinagóga, Bartók terem, Zrínyi Ilona Általános Iskola, Horváth Boldizsár Szakközépiskola, Kanizsai Dorottya Gimnázium, Batthyány tér |
| 18 | Rákóczi utcai iskola                                                    | 7  | 12, 21                                    | Zrínyi Ilona Általános Iskola Rákóczi utcai épülete, ÉGÁZ                                                                                            |
| 20 | Szent Flórián körút 33.                                                 | 5  | 12, 21, 29A, 29C                          | Gazdag Erzsi Óvoda |
| 21 | Waldorf iskola                                                          | 3  | 4H, 12, 21, 29A, 29C                      | Apáczai Waldorf Általános Iskola, Fiatal Házasok Otthona, SAVARIA PLAZA                                                                              |
| 22 | Szent Gellért utca 64.                                                  | 2  | 4H, 12, 21, 29A, 29C                      | |
| 24 | VOLÁNBUSZ Zrt. (Korábban: ÉNYKK Zrt.)                                   | 1  | 4H                                        | VOLÁNBUSZ Zrt., INTERSPAR |
| 26 | BPW-Hungária Kft.                                                       | 0  | 4H                                        | BPW-Hungária Kft., Szennyvíztelep |